# 八尾恵
八尾 恵（やお めぐみ、1955年 - ）は、よど号グループの柴田泰弘の元配偶者、兵庫県尼崎市出身。有本恵子拉致実行犯のひとり。

## 人物
1955年（昭和30年）に尼崎市でガス器具販売会社を経営する父親と化粧品店を営む母親の娘として生まれる。1967年に両親が離婚し、喫茶店を開いた母の元で西宮市立大社中学校から西宮市立西宮高等学校へ進学し、演劇同窓会を作って反戦劇を上演して制服自由化運動を手掛け、女性解放の考えからフリーセックスを実践して授業をさぼって遊び仲間とドライブに行くような学生生活を送った。高校を卒業した1974年（昭和49年）に資生堂の美容部員となるが、数か月で辞めて元旋盤工と同棲を始める。加藤諦三、柳田謙十郎、高橋庄治などの本に影響されて社会変革こそ人生の目的と考える。

### 結婚
1976年（昭和51年）にチュチェ思想研究会へ入会する。1977年2月に北朝鮮へ渡航し、よど号ハイジャック事件（1970年）実行犯の1人柴田泰弘と結婚して日本革命村で生活を始めた。のちに八尾は「観光を兼ねた社会体制見学のために短期滞在の予定で北京経由で北朝鮮に入国したが、意に反して2か月以上軟禁状態で思想教育され、1970年5月に柴田と強制的に結婚させられた。柴田との結婚をまったく望んでいなかったが、独裁政治下の命令は絶対で拒むことができなかった。」と語る。1978年5月6日に金正日は、「日本革命に関する根本問題」（通称「日本革命テーゼ」）文書を示してよど号犯らに自主革命党による日本革命を指令し、よど号グループによる日本人拉致が始まった。

### 日本人拉致
1980年代に革命のための人材獲得を目的にヨーロッパで活動を開始し、北朝鮮による日本人の拉致に関与した。神戸市外国語大学の学生で、1982年4月からロンドンで1年間の語学留学をしていた有本恵子（当時23歳）に声をかけ、1983年（昭和58年）8月頃に誘拐した。当時ヨーロッパで仕事に就こうとしている有本に「市場調査の仕事がある。いろんな外国に行けるよ」などと持ち掛け、北朝鮮の拉致に協力した。八尾は、1983年1月頃に平壌市内の「よど号グループ」の拠点でグループリーダーの田宮高麿から「ロンドンで日本革命の中核となる人を発掘、獲得してほしい。男性ばかりでなく、女性も。25歳くらいまでの若い女性がいい」と指示され、有本恵子の拉致を決めた。有本を、デンマークのコペンハーゲンでよど号ハイジャック犯の魚本公博に引き合わせ、魚本が北朝鮮へ連れ出した。田宮の配偶者森順子と若林盛亮の配偶者若林佐喜子がヨーロッパで男性2人を獲得したと聞いて、「有本さんは、彼らと結婚させるための拉致だったと思う」と証言した。

### 夢見波事件
1984年夏、よど号グループ最高幹部田宮高麿から革命のために日本で人を集める命令を受けて帰国し、防衛大学校生を拉致するよう指令を受けた。そのため、神奈川県横須賀市に防大生と接触する場として「カフェバースクエア・おんなのことおとこのこの夢見波（ゆめみは）」というスナックを経営しながら活動をしていた。夫の柴田もひそかに日本に入国していた。1988年1月に「横須賀でスナック経営をしている女が大韓航空機爆破事件に関与している」旨の情報が神奈川県警察本部警備部外事課に入る。その後の捜査で、1982年2月にデンマークのコペンハーゲンで北朝鮮の外交官と会っていたことや東欧での出入国履歴など、北朝鮮人脈との接触が疑われる証拠が出てきた。夫の柴田が1988年5月逮捕され、彼女も5月25日に偽名を使っていたことが判明したため、アパートの名義に偽名を用いたとして公正証書原本不実記載・同行使罪で神奈川県警外事課に逮捕される（夢見波事件）。のちに、彼女は「よど号メンバー」の妻だと判明。6月に罰金5万円の略式起訴となった。
共同通信記者の斎藤茂男が、『朝日ジャーナル』で担当していた「メディア時評」に当時の彼女の言い分をうのみにした文章を発表（1988年8月12日)。「この女スパイ騒ぎ、もしかすると一方で北朝鮮バッシングに、他方で『だから国家秘密法は必要だ』の世論誘導に有効、と深読みした人が筋書きを作ったのだろうか」と書いた。八尾本人も1989年に「北朝鮮のスパイとデッチアゲられた。違法捜査を許さない!　没収した旅券も返してほしい。」として国に対して裁判を起こしている。ところが、このような八尾の態度は、北朝鮮による日本人拉致問題が表沙汰になる頃から一転するようになる。

### 自白と謝罪
八尾恵は、2002年3月12日に東京地方裁判所で「私がロンドンにいる有本恵子さんを騙して北朝鮮に連れていきました」と証言した。八尾は「よど号」メンバーと訣別し、2002年6月に文藝春秋から『謝罪します』を出版し、そのなかで「私が有本恵子さんを誘拐しました」と証言した。有本の両親に土下座した。八尾の犯罪について、2002年3月20日の参議院外交防衛委員会で漆間巌警察庁警備局長が「我々としてはまだ時効になっていないものとして捜査を進めております」と答弁している。八尾は起訴も逮捕もされず2013年（平成25年）の第183回国会で参議院議員が質問書を提出した。2014年の第186回国会でも、この件で衆議院予算委員会で批判を受けた。
のちに自分が話せる範囲で北朝鮮の日本人拉致問題に関して語り、上述の著書を出版してマスコミに出演したが、拉致問題の関心が低下し、実娘、よど号グループ、支援者らから激しい個人攻撃や誹謗中傷を受けて2010年代以降は表立つ活動をしていない。

## 著書
- 『謝罪します』文藝春秋、2002年6月。ISBN 978-4-16-358790-5。